# Hippopodina bernardi
Hippopodina bernardi är en mossdjursart som beskrevs av Lagaaij 1963. Hippopodina bernardi ingår i släktet Hippopodina och familjen Hippopodinidae.
Artens utbredningsområde är Mexikanska golfen. Inga underarter finns listade i Catalogue of Life.